# Acerophagoides almon
Acerophagoides almon är en stekelart som beskrevs av John S. Noyes 2000. Acerophagoides almon ingår i släktet Acerophagoides och familjen sköldlussteklar.
Artens utbredningsområde är:
- Costa Rica.
- Peru.

Inga underarter finns listade i Catalogue of Life.